# Conan de Barbaar: Het uur van de draak
Conan de Barbaar: Het uur van de draak, oorspronkelijk uitgebracht als The Hour of the Dragon, is een fantasyroman van Robert E. Howard. Het is het enige lange verhaal dat Howard ooit schreef over Conan de Barbaar. Het werd voor het eerst in delen gepubliceerd van december 1935 tot april 1936 in het fantasytijdschrift Weird Tales. Het werd voor het eerst bijeengebracht en gedrukt als een boek in 1950, 14 jaar na Howard's dood in 1936, onder de nieuwe titel Conan the Conqueror. In 1982 verscheen bij uitgeverij Gradivus de Nederlandse vertaling.
Het verhaal is losjes gebaseerd op Howard's eerdere Conan-korte verhalen, met name The Scarlet Citadel, waarin Conan ontsnapt uit een monsterrijke kerker en terugkeert om snel af te rekenen met zijn vijanden. In het uur van de draak ondergaat Conan echter een langdurige queeste nadat Aquilonia is bezet, voordat hij terugkeert om zijn troon te heroveren.
Het boek diende als inspiratie voor de film Kull the Conqueror uit 1997.